# Ovinius Gallicanus
Ovinius Gallicanus est un homme politique de l'Empire romain.

## Biographie
Il est consul en 316 et préfet de Rome en 316 et 317.